# Тинаки
Тинаки — село в Наримановском районе Астраханской области, в составе Солянского сельсовета.

## География
Село расположено к северо-западу от Астрахани у южного берега озера Тинаки.

## История

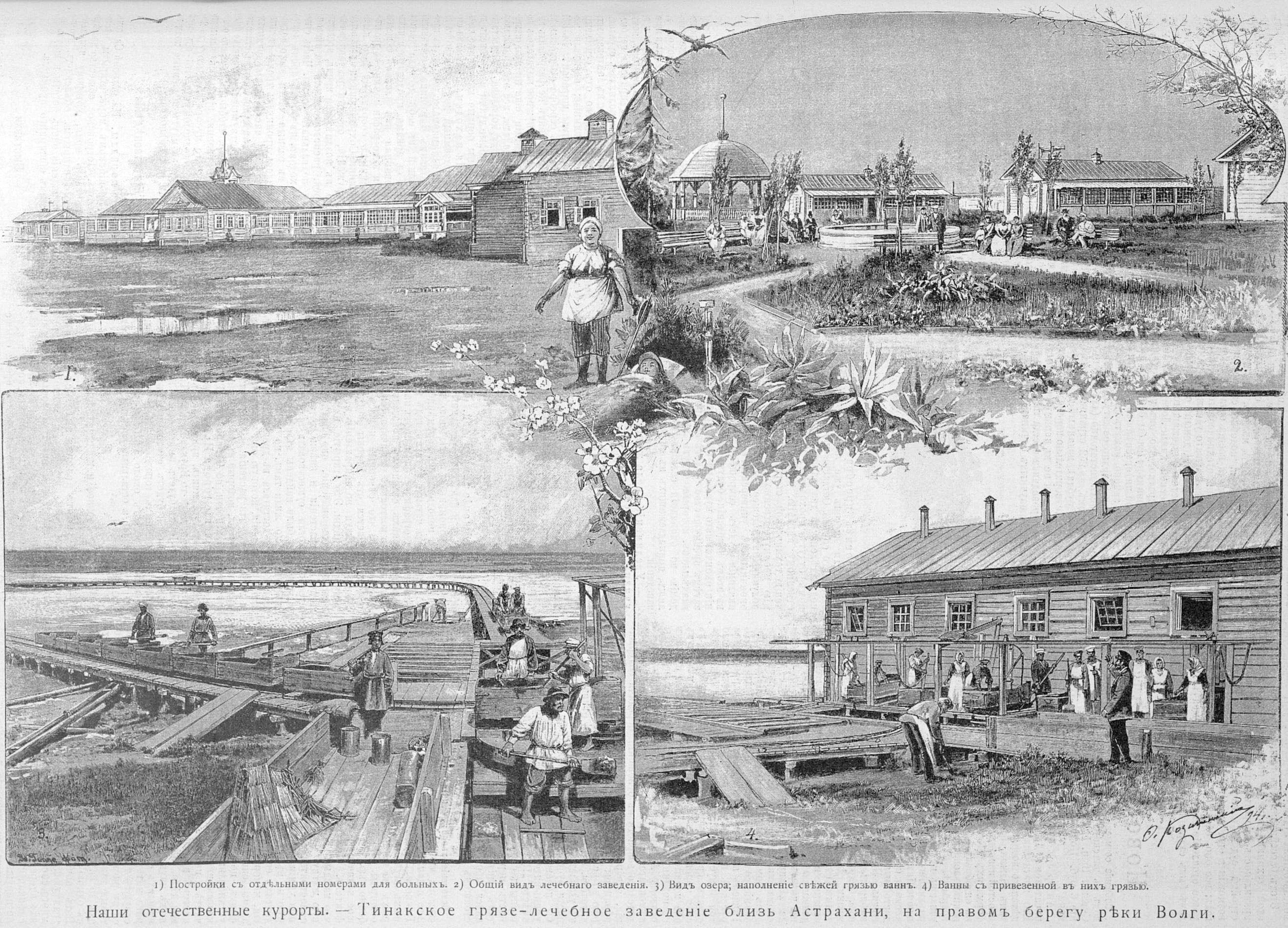
Реклама Тинакской грязелечебницы, 1894 год.

Основано как населённый пункт при Тинакской грязелечебнице. Первые постройки в деревянном исполнении были построены у озера Тинаки в 1830 году. В 1885—1887 году на курорте был произведён ремонт старых зданий и строительство новых, в том числе котельной, помещений для грязевых ванн. Дальнейшее расширение и благоустройство курорта относится к 1892 году, когда руководства лечебницей возглавил врач Л. Ф. Линевич. 

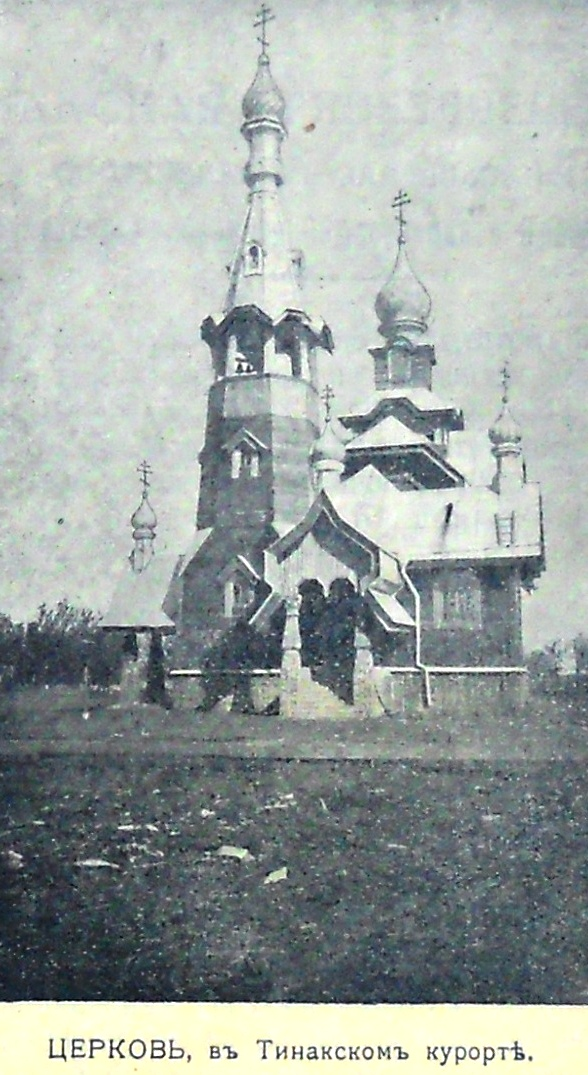
Церковь Св. Великомученика и Целителя Пантелеимона в Тинаках, архитектор А. М. Вейзен, 1910

В 1910 году на деньги благотворителей по проекту архитектора А. М. Вейзена была сооружена Церковь Св. Великомученика и Целителя Пантелеимона в Тинаках.
В 1918 году грязелечебница была преобразована в бальнеологический курорт «Тинаки». Курорт был электрифицирован, введён в строй водопровод, проведены противомалярийные мероприятия. В 1965 году была построена новая котельная, грязелечебница и пищеблок. Остальные здания и сооружения подвергались текущему и капительному ремонту. 1970—1971 гг. на курорте началось строительство 20-местных спальных корпусов.
В 1969 г. указом президиума ВС РСФСР поселок курорта «Тинаки» переименован в Тинаки.

## Население
| 2002 | 2010 | 2013 | 2014 |
| ---- | ---- | ---- | ---- |
| 82   | ↗102 | ↘94  | ↗106 |

Национальный состав
Согласно результатам переписи 2002 года большинство населения посёлка составляли русские (90 %)